# Pseudonupserha flavipennis
Pseudonupserha flavipennis là một loài bọ cánh cứng trong họ Cerambycidae.